# 힐베르트 문제
힐베르트의 문제(Hilbert's problems)는 수학 문제 23개로, 독일의 수학자인 다비트 힐베르트가 1900년 프랑스 파리에서 열린 세계 수학자 대회에서 20세기에 풀어야 할 가장 중요한 문제로 제안한 것이다. 세계 수학자 대회에서 힐베르트는 10문제(1, 2, 6, 7, 8, 13, 16, 19, 21, 22)를 공개했고, 나중에 모든 문제가 출판되었다.

## 문제 목록
힐베르트의 23문제는 다음과 같다.
| 문제 번호 | 내용 요약 | 현재 상태 | 해결 연도             |
| --------- | --- | --- | --------------------- |
| 1         | 연속체 가설: 정수의 집합보다 크고 실수의 집합보다 작은 집합은 존재하지 않는다.                                                           | 체르멜로-프렝켈 집합론에서 선택 공리를 가정하는지의 여부에 무관하게 증명할 수도 반증할 수도 없음이 증명되었다. 이것으로 이 문제가 해결되었는지에 대해서는 합의된 바가 없다. | 1963년                |
| 2         | 산술의 공리들이 무모순임을 증명하라. | 쿠르트 괴델과 게르하르트 겐첸의 결과가 이 문제를 해결했는지에 대한 합의가 존재하지 않는다. 1931년에 증명된 괴델의 제2 불완전성 정리는 산술의 공리계가 자기 자신의 무모순성을 증명할 수 없음을 보였으며, 1936년에 겐첸은 순서수 ε0 위에서 정초 관계를 정의할 수 있으면 산술의 무모순성을 증명할 수 있음을 보였다. | 1936년                |
| 3         | 부피가 같은 두 다면체에 대해, 하나를 유한 개의 조각으로 잘라낸 뒤 붙여서 다른 하나를 만들어내는 것이 언제나 가능한가?                    | 부정적으로 해결. 덴 불변량을 사용하여 증명. | 1900년                |
| 4         | 측지선이 항상 직선인 기하 공간을 모두 찾아라.                                                                                            | 해결 여부를 말하기에는 문제의 내용이 너무 애매하다. |                       |
| 5         | 연속군은 언제나 미분군인가? | 문제를 어떻게 해석하는지에 따라 앤드루 글리슨이 해결했다고 볼 수도 있다. 그러나 힐베르트-스미스 추측과 동치인 것으로 해석할 경우에는 여전히 미해결 문제이다. | 1953?                 |
| 6         | 물리학 전체를 공리화하라. | 문제를 어떻게 보느냐에 해결 여부가 다름. |                       |
| 7         | a(≠ 0,1)가 대수적 수이고 b가 대수적 무리수일 때, ab은 초월수인가?                                                                        | 긍정적으로 해결. 겔폰트-슈나이더 정리 참고. | 1935년                |
| 8         | - 리만 가설: 리만 제타 함수의 비자명근의 실수부는 항상 1/2인가? - 골드바흐 추측: 2보다 큰 모든 짝수는 두 소수의 합으로 나타낼 수 있는가? | 둘 다 미해결. |                       |
| 9         | 모든 대수적 수체에 대해 일반화된 상호 법칙을 찾으라.                                                                                     | 부분적으로 해결. 유체론의 발전으로 아벨 확대에 대해서는 해결되었으나 (아르틴 상호 법칙), 비아벨 확장에 대해서는 풀리지 않은 상태이다. |                       |
| 10        | 임의의 주어진 디오판토스 방정식이 정수해를 갖는지를 판별하는 알고리즘을 제시하라.                                                        | 부정적으로 해결: 마티야세비치의 정리에 따라 그러한 알고리즘은 존재하지 않는다. | 1970년                |
| 11        | 대수적 수를 계수로 갖는 이차 형식의 해 구하기.                                                                                           | 부분적으로 해결됨. |                       |
| 12        | 유리수체의 아벨 확대에 대해 적용되는 크로네커-베버 정리를 임의의 수체에 대해 일반화하라.                                                 | 미해결. |                       |
| 13        | 임의의 7차 방정식을 2변수 대수적 함수를 이용해 풀라.                                                                                     | 미해결. 2변수 연속 함수를 이용하면 가능하다는 것은 1957년 블라디미르 아르놀트가 증명했지만, 2변수 대수 함수에 대해서는 미해결이다. |                       |
| 14        | 특수한 완비 함수족의 유한성의 증명. | 나가타 마사요시가 반례를 찾아내, 일반적으로는 성립하지 않음이 증명되었다. | 1959년                |
| 15        | 슈베르트 계산법에 대한 엄밀한 기초를 제시하라.                                                                                           | 부분적으로 해결. |                       |
| 16        | 대수 곡선 및 대수 곡면의 위상 | 미해결. |                       |
| 17        | 음이 아닌 실수 계수를 가진 임의의 다변수 다항식을 항상 유리 함수의 제곱의 합으로 나타낼 수 있는가?                                       | 해결: 에밀 아르틴이 증명했으며, 필요한 제곱의 개수의 상한도 발견되었다. | 1927년                |
| 18        | - 비면추이 타일링으로만 테셀레이션을 할 수 있는 다면체가 존재하는가? - 가장 밀도가 높은 공 쌓기는 무엇인가?                              | (1) 첫 번째는 카를 라인하르트에 의해 해결. (2) 두 번째(케플러의 추측)는 컴퓨터를 이용한 증명으로 해결. 정육면체 모양으로 쌓으나 육각형 모양으로 쌓으나 양쪽 다 밀도가 74%이다. | (1) 1928년 (2) 1998년 |
| 19        | 라그랑지언의 해는 언제나 해석적인가? | 긍정적으로 해결: 엔니오 데 조르지가 증명했고, 나중에 존 포브스 내시도 독자적인 방법으로 증명했다. | 1957년                |
| 20        | 경계값 조건을 갖는 모든 변분법 문제는 해를 갖는가?                                                                                       | 해결: 20세기 전체에 걸친 연구의 결과로 비선형적인 경우에 대해 해를 찾을 수 있었다. |                       |
| 21        | 주어진 모노드로미 군을 갖는 선형 미분방정식의 존재성을 증명하라.                                                                         | 해결. 문제를 어떻게 해석하는지에 따라 긍정적이거나 부정적인 해결로 볼 수 있다. |                       |
| 22        | 보형함수를 이용한 해석적 관계의 균일화.                                                                                                  | 해결. |                       |
| 23        | 변분법의 추가적 발전. | 증명을 할 수 있는가를 판단하기엔 너무 모호한 명제 |                       |

### 24번째 문제
처음에 힐베르트는 24문제를 생각하였으나, 한 문제를 공개하지 않았다. 이 24번째 문제는 나중에 독일의 수학 역사학자인 뤼디거 틸레가 힐베르트가 문제들을 공개한 지 100주년인 2000년에 재발견하였다.

## 같이 보기
- 밀레니엄 문제